# Джеллет, Мейни
Мэри Хэрриет Джеллет (англ. Mary Harriet Jellett / Мейни Джеллет; 20 апреля 1897 — 16 февраля 1944); ирландская художница, живописец первой половины XX века, пионер абстрактного искусства в Ирландии.

## Биография
Мэри Хэрриет Джеллет, больше известная как Мейни Джеллет родилась в 1897 году в Дублине. Она была дочерью англ. Уильяма Моргана Джеллета (1857—1936), юниониста, члена парламента Соединённого Королевства.
Обучалась вначале в Школе искусств Метрополитен (англ.), в Дублине, а затем в Лондонской Вестминстерской школе искусств (англ.) у Уолтера Сикерта (Walter Sickert, 1860—1942). Наконец, вместе со своей компаньонкой Иви Хоун (1894—1955), Мейни Джеллет направилась в Париж, где обучалась у Андре Лота (1885—1962) и Альбера Глеза (1881—1953).
Её живописный талант раскрылся в раннем возрасте; когда она ещё «болела» импрессионизмом. Но в Париже она впервые увидела работы кубистов, и это подвигло её предпринять собственные опыты в области нефигуративного искусства.
После 1922 они с Иви Хоун возвратились в Дублин, но в течение следующего десятилетия обе художницы часть года проводили в Париже, в постоянном контакте с Глезом.
Уже в 1923-м, на важной для ирландского искусства выставке, организованной Обществом дублинских живописцев (созданным в 1920-м при непосредственном участии художника-постимпрессиониста Пола Хенри), Мейни Джеллет представила «Decoration» (1923) (доска, темпера 89 × 53 см), едва ли не первую из когда-либо показанных ирландской публике абстрактных композиций.
В 1943 Мейни Джеллет помогла организовать выставку «Ирландское Живое искусство» (Irish Exhibition of Living Art) с участием Иви Хоун, Луи ле Броки (англ.), Джеком Хэнлоном (англ.) и Норой Макгиннесс (которую Джеллет поддерживала).
Умерла Мэри Хэрриет Джеллет через год, в возрасте 47 лет.